# Hacrochlamys lineolatus
Hacrochlamys lineolatus é uma espécie de gastrópode da família Euconulidae.
É endémica de Japão. 